# كرتون (فن)
يعد الكرتون شكل من أشكال الفنون ثنائية الأبعاد وتصوير للفن المرئي مع أن التعريف المخصص للكرتون قد تغير مع مرور الوقت، فإن الاستخدام الحديث أدى إلى تعريفه برسم غير واقعي أو شبه واقعي معد للهجاء أو الكاريكاتير أو الفكاهة أو إلى أي أسلوب فني كهؤلاء. الفنان الذي يعد الكرتون يعرف برسام الكاريكاتير. نشأ المصطلح في العصور الوسطى ولقد وصف في البداية كرسمة تحضيرية لنوع من الفن، كرسم اللوح والتصوير الجصي وعلم النسيج والرسم بالألوان على الزجاج. في القرن التاسع عشر، كان يشار إليه بالرسوم التوضيحية الفكاهية في المجلات والصحف، وفي أوائل القرن العشرين فصاعدًا فكان يشار اليه بالاشرطة الهزلية وأفلام الرسوم المتحركة.

## الفن الرفيع
يعرف الكرتون (في اللغة الإيطالية بكرتون واللغة الهولندية أيضًا بالكرتون وتعني الاوراق القوية والثقيلة أو الورق المقوى) رسم بحجم كامل على ورق مقوى كدراسة أو نموذج لرسم على اللوح أو الزجاج الملون أو علم النسيج. كان يستخدم الكرتون عادة في إنتاج اللواح الجصية لربط بدقة عالية الاجزاء المستخدمة في تكوين اللوحة اثناء رسمها على الجص الرطب خلال عدة أيام (أيام باللغة الإيطالية). يكون في مثل هذا الكرتون اثقاب على طول الخطوط العريضة للتصميم; وبعد ذلك كيس من السخام يرمى أو ينقض على الكرتون، يمسك على الجدار لترك نقاط سوداء على الجص («انقضاض»).. أنواع الكرتون التي ينتجها رسامون ككرتون رافييل في لندن وامثلة كالفنان ليناردو دي فينشي تحظى على تقدير كبير بحد ذاتها. الرسوم الكرتونية على النسيج والتي بالعادة تكون ملونة، تتتبعها العين من قبل النساجون باستخدام المنسج

## وسائل الاعلام المطبوعة

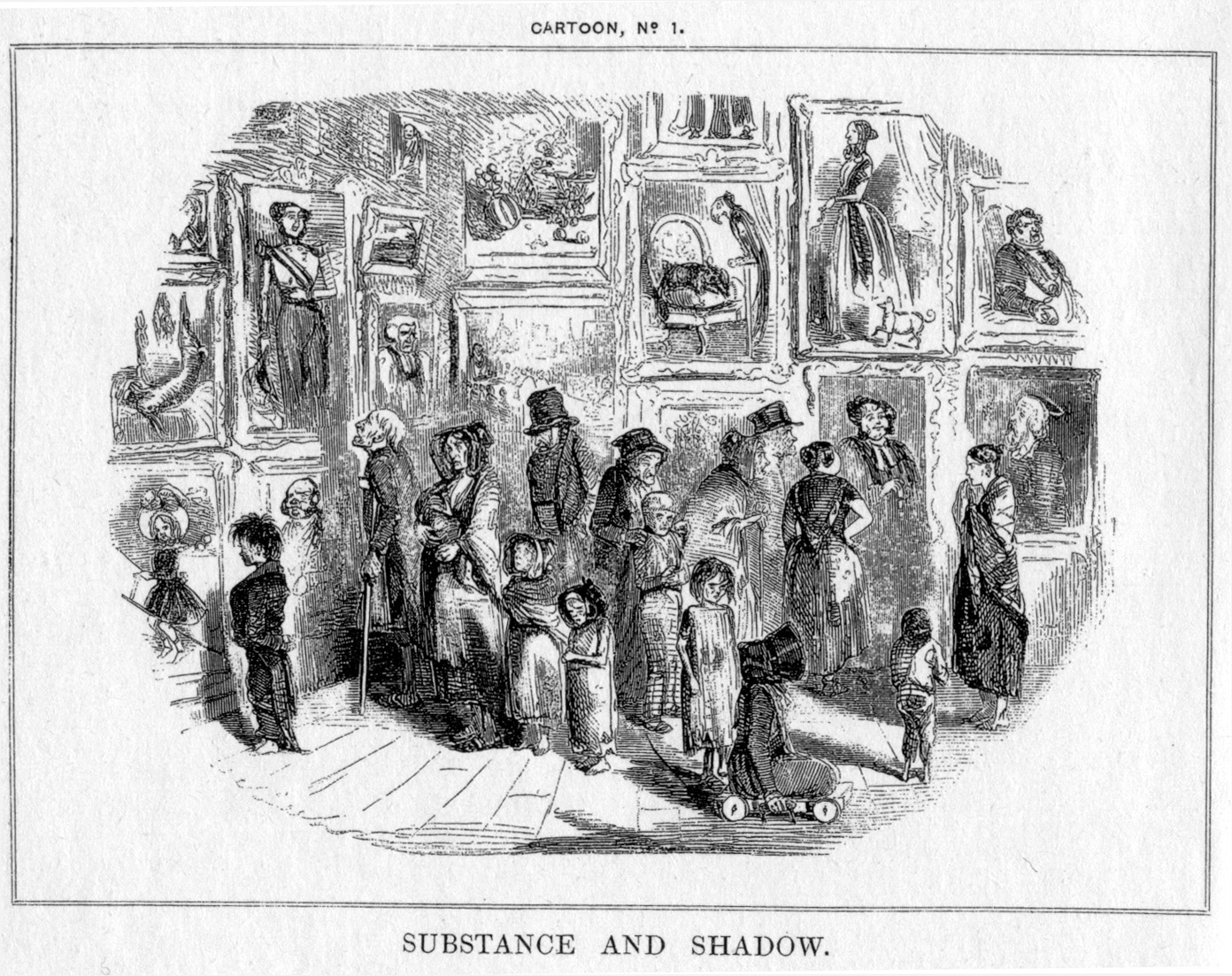
الرسمة الكرتونية الاولى للرسام جون لييش "الممتلكات والظلال"

في وسائل الاعلام المطبوعة الحديثة يعد الكرتون نوع من أنواع الفن وعادة ما يكون فكاهي بالقصد يعود هذا الاستخدام إلى عام 1843 عندما مجلة بانش طبقت هذا المصطلح على الرسومات الساخرة التي كانت موجودة في صفحاتها وبالذات رسومات الفنان جون ليش. وقد بدأت هذه السخرية على الرسوم التحضيرية التاريخية الكبرى على الجدران في قصر وستمنستر الذي كان جديد في ذاك الحين. كان اللقب الاصلي لهذ الرسومات هو السيد لكمه في الوجه وكان المقصد من اللقب الجديد «الكرتون» أن يكون ساخر، وذلك إشارة لتضخيم المواقف الذاتية للرجال السياسيين في قصر وستمنستر.
تتكون الرسومات الحديثة ذات الرسمة الكرتونية الواحدة والموجدة عادة في المجلات من رسمة واحدة مع تسمية توضيحية مطبوعة توضع تحت أو (في كثير من الأحيان توضع اسفل بكثير من ذلك) بالون مخصص للكلام. قام منقبون الصحف بتوزيع الرسومات ذات الرسمة الكرتونية الواحدة لميل كالمان وبيل هالومان وغاري لارسون وجورج ليشتي وفريد نيلير واخرون غيرهم. اعتبر الكثيرون ان الرسام الكاركتيري بيتر ارنو في نيويورك هو المؤسس للرسومات الكرتونية الحديثة (وكذلك بيتر ارنو بنفسه).. تشمل قائمة الرسامون لمجلة جاج الكرتونية على شارليز ادامز وشارليز باروسوتي وشون داي.
بدأوا الرسامون بيل هوست وجيري ميركوس وفيرجيل بارتش كرسامون لمجلة جاج الكرتونية ولك انتقلوا بعد ذلك ليعملوا كمنقبين في المجلات الفكاهية. من الأشخاص المستحق ملاحظتهم في مجال توضيح الصحف الكرتونية هو ريتشارد ثومبوسن حيث قام بتوضيح مقالات عديدة في صحيفة واشنطن بوست قبل ان ينتج مجلته الفكاهية الخاصة كول دي ساك. عادة ما ظهرت الرسومات الكرتونية في الاقسام الرياضية في المجلات، واحيانا تشمل ميزات مشتركة مثل تشيستر، الالعب «شيت برون» في جميع مجال الرياضة.
تكاد تنحصر الرسوم السياسية في منشورات الاخبار والمواقع الاخبارية. على انها تستخدم الفكاهة فإنها تعد أكثر جدية، وتستخدم عادة اسلوب التهكم والسخرية. عادة ما يستخدم هذا النوع من الفن كاستعارة بصرية لتوضيح وجهات النظر في مواضيع اجتماعية أو سياسية تخص الوضع الراهن. تشمل عادة الرسوم السياسية بالون للكلام واحيانا ولوحات متعددة. يشمل رسامي الكاريكاتير السياسي، الرسام هيربلوك ودايفيد لو وجيف ماكنيلي ومايك بيترز وجارلد سكارف.
الشرائط الفكاهية والتي تعرف أيضا باشرائط الكرتونية في المملكة المتحدة والتي يعثر عليها يوميا في جميع الصحف حول العالم والتي عادة ما تكون سلسلة قصيرة من الرسوم المتحركة التوضيحية وتكون في تسلسل. لا تعرف عادة باسم «كرتون» في الولايات المتحدة، ولكن تعرف «بالالرسوم الفكاهية» أو «الرسوم المضحكة». ومع ذلك فإن الشخصيات الموجود في الرسوم الفكاهية -وكذلك الكتب الفكاهية والروايات الفكاهية- عادة ما يشار اليهم باسم «رسامي الكرتون». رغم ان الفكاهة هو الموضوع المسيطر لكن المغامرة والدراما أيضا وجدت في هذا النوع من الوسائط. من الجدير بالملاحظة، يشمل رسامي الكاريكاتير المعروفي في رسم الشرائط الفكاهية سكوت ادمز وستيف بيل وشارليز شولتز وإلزى سيغار ومورت والكر وبيل واترسون.

## الرسوم الكرتونية السياسية
المقالة الرئيسية: الرسوم الكرتونية السياسية

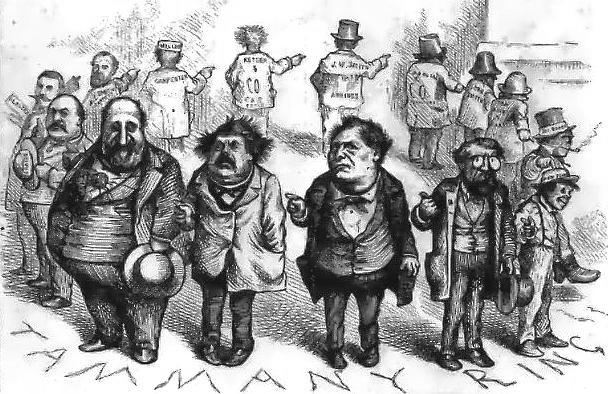
الرسام ناست صور حلقة تؤيد "من سرق اموال الناس؟"

في منتصف القرن التاسع عشر قامت عدد من الصحف السياسية الكبرى في عديد من الدول بإظهار الرسوم الكرتونية التي علقت على الامور السياسية في ذاك اليوم. قام السيد توماس ناست القاطن في مدينة نيويورك باختيار التقنيات الرسم الألمانية الواقعية لإحياء الرسوم الكاريكاتورية الأمريكية. وكان له 160 رسم كرتوني قامت بالسعي بلا هواده وراء الشخصيات الجنائية التي تعمل مع السيد تويد وقد ساعدت بالقبض عليهم. وبالفعل تم القبض على السيد تويد في إسبانيا، عندما تعرفت عليه الشرطة بسبب رسوم ناست الكرتونية. كان السيد جون تانيل الأكثر شهرة في لندن.
يمكن للرسوم الكرتونية السياسية ان تكون فكاهية أو ساخرة واحيانا يكون لها تأثير حاد. قد يتشكى الهدف ولكنه من النادر ان يجادل. وكان من النادر ان ترفع دعاوى قضائية. كانت أول دعوى قضائية ناجحة ضد رسامي الكرتون قبل أكثر من قرن في برطانيا عام 1921 عندما قام السيد ج.ه. توماس، قائد الاتحاد الوطني لعمال السكك الحديدية، بتشهير دعوى ضد مجلة الحزب الشيوعي البريطاني. ادعى السيد توماس التشهير في اشكال الرسوم الكرتونية وكلمات تصور الاحداث التي قامت في «يوم الجمعة الأسود» - عندما زعم بخيانة اتحاد عمال المناجم المحبوسين. بالنسبة للسيد توماس، فإن إطار صورته كانت تهدد بانحطاط شخصيته بشكل كبير في المخيلة الشعبية. لقد اوحى الاتحاد السوفيتي إلى ان الشيوعية كانت عنصرًا جديدًا في السياسة الأوروبية، وكان رسامو الكاركاتير الغير مقيدون بالتقاليد باختبار حدود قانون التشهير. فاز السيد توماس بالدعوى القضائية واستعاد سمعته.

## الكتب
الكتب التي مع الرسوم الكرتونية عادة ما تكون إعادة طبع للرسوم الكرتونية الموجودة في الصحف. في بعض الحالات، لقد تم رسم بعض الرسوم الكرتونية من اجل نشر الكتب مثال لذلك كتاب فكر بالقليل وهو كتاب ترويجي وزع بائعون السيارة الخنفساء (نوع من أنواع السيارات) مجانًا. رسم السيد بيل هوست واخرون منذ ذلك العقد رسوم كاكرترية توضح شكل السيارة الخنفساء ونشرت هذه الرسوم مع مقالات أخرى فكاهية عن السيارات من قبل الرسامين الفكاهين السيد هـ. الين سميث وروجر برايس وجين شابيرد. جمع تصميم الكتاب كل رسمة كرتونية بجانب صورة من رسمها.

## الرسوم الكرتونية المتحركة

رسمة الحصان المتحرك والتي رسمها السيد ايدوارد مايوبريدج باستخدام تقنية الروتوسكوبينج (تقنية يستخدمها رسامي الرسوم المتحركة حيث يتبعون أكثر من لقطة ومن جميع النواحي لاستخدامها في الأفلام والرسوم المتحركة) وكانت ضمن صور القرن التاسع عشر.

بسبب تشابه الاسلوب بين الاشرطة الفكاهية والأفلام المتحركة التي اخرجت مبكرًا، عرف الكرتون باسم الرسوم المتحركة وكلمة كرتون يتم استخدامها حاليًا للإشارة إلى كلا من الرسوم الكرتونية المتحركة والرسوم الكرتونية العادية. بينما تساعد الرسوم المتحركة في توضيح أي أسلوب استخدم في الصور التي تأتي على شكل تعاقب سريع لتعطي الانطباع بالحركة، فإن كلمة «كرتون» عادة ما تستخدم للإشارة للبرامج التلفزونية والأفلام القصيرة المخصصة للأطفال والتي تضم رسوم للحيوانات التي تكون على مشابه لشكل الإنسان والابطال الخارقين ومغامرات الأطفال الأبطال والأنواع الأخرى ذات الصلة. وفي نهاية عقد 1980، تم اختصار كلمة «كرتون» واستبدلت بكلمة «تون» والتي كانت تضم كل ميزات الرسوم المتحركة وغيرها هو فريمد روجو رابيت (1988)، والتي لاحها بسنتين والمسلسل التلفزيوني مغامرات تيني تون (1990).